# Francesco Giro
Francesco Maria Giro (Roma, 11 maggio 1963) è un politico italiano.

## Biografia
Laureato in filosofia morale all'Università degli Studi di Roma Tor Vergata, nei primi anni ‘90 collabora con il segretario generale della UIL Pietro Larizza e insieme al dirigente sindacale Luca Pancalli (oggi ai vertici dello sport paraolimpici), cura la pubblicazione di molti volumi sui temi della previdenza, del volontariato, dei diritti dell’infanzia. Consulente esperto alla Presidenza del Consiglio (ex lege 400/1988) e fa parte dello staff del capo-dipartimento Affari sociali Guido Bertolaso nei governi Amato e Ciampi.
Nel 1993 viene nominato dal Ministro per gli affari sociali Fernanda Contri a capo del servizio politiche familiari del Dipartimento Affari sociali della Presidenza del Consiglio e in tale veste coordina per l’Italia l’Anno Internazionale sulla Famiglia indetto dall’ONU per il 1994, curando per il governo il "Rapporto nazionale sulla Famiglia" al quale collaborano fra gli altri i professori Guido Alpa, Nicola Rossi e Antonio Golini.
Nel 1995, quando ancora era collaboratore dell'ex-DC Alberto Michelini, inizia la collaborazione con Silvio Berlusconi, con cui avrà il suo ufficio a Palazzo Grazioli per oltre 10 anni dal 1995 al 2006. 
Dal 2000 al 2005 è consigliere regionale di Forza Italia nel Lazio, ricoprendone, nell'ultimo anno di legislatura, l'incarico di capogruppo, partecipando attivamente alla stesura del nuovo Statuto della Regione Lazio, che nella cerimonia ufficiale di presentazione a Roma dedicherà alla memoria del compianto amico Giampiero Arci, consigliere regionale di AN e stretto collaboratore di Francesco Storace. È sempre di quegli anni la nuova legge regionale sull'urbanistica.
Tra il 2001 e il 2002 è stato consigliere del Ministro dell'interno Claudio Scajola, dove collaborerà con i prefetti Carlo Mosca e Armando Gradone.
Alle elezioni politiche del 2006 viene candidato alla Camera dei deputati, ed eletto nella circoscrizione Lazio 1 tra le liste di Forza Italia, ricoprendo nella XV legislatura l'incarico di componente della Commissione parlamentare per l'indirizzo generale e la vigilanza dei servizi radiotelevisivi.
A settembre 2006 viene nominato dal presidente Berlusconi coordinatore regionale di Forza Italia per il Lazio e commissario cittadino per Roma. Mai prima d’ora in Forza Italia le due cariche vennero cumulate. A giugno 2007, unico caso in Forza Italia, promuove le Primarie per Roma, che videro la partecipazione diretta di quasi 40.000 militanti, iscritti e non, che aderendo alla Carta dei Valori del Movimento azzurro e versando due euro, votarono in oltre 100 gazebo per l’elezione dei 20 componenti del nuovo direttivo romano di FI. L’evento ebbe una straordinaria risonanza sulla stampa che arrivò a titolare "la marcia dei 40mila" e celebre fu la battuta di Silvio Berlusconi sull’affluenza al voto: “un risultato bulgaro”. Lo stesso Berlusconi, pur non votando, non essendo residente a Roma, volle partecipare alle primarie, recandosi al seggio allestito in un camper da Mariarosaria Rossi, allora consigliere azzurra del Municipio di Cinecittà, che tuttavia pretese da lui il versamento libero del contributo previsto dal Regolamento delle elezioni primarie.
A novembre 2007 organizza per Berlusconi una navigata sul Tevere con il battello Tiber II per denunciare il degrado della Capitale lungo le sponde del fiume.
A seguito delle elezioni amministrative del 2008, gli succederanno nella carica di coordinatore regionale Vincenzo Piso (ex AN) e Alfredo Pallone (ex FI). Il coordinamento della Capitale passa invece nelle mani di Gianni Sammarco, anch'egli ex FI.
Alle elezioni politiche del 2008 viene candidato alla Camera dei deputati, ed eletto tra le liste del Popolo della Libertà nella medesima circoscrizione. È nominato sottosegretario unico ai beni culturali del governo Berlusconi IV. Dal quel ruolo fu protagonista del restauro integrale del Colosseo, dell’inaugurazione del Maxxi, del nuovo allestimento di Palazzo Barberini dopo il trasferimento del Circolo ufficiali, ms in particolare della gestione del più grande vincolo paesaggistico apposto con decreto dal ministro Bondi nella zona compresa fra la via Laurentina e la via Ardeatina. Dopo il ricorso al Tar perso dai costruttori romani, il ministro Bondi e il sottosegretario Giro riuscirono a trovare un’intesa, in base all’applicazione del Codice Urbani dei beni culturali e del paesaggio, che scongiurò il proseguimento del contenzioso amministrativo davanti al Consiglio di Stato.
Nel 2010 Giro aderisce alla Fondazione REL, Riformismo e Libertà, guidata da Fabrizio Cicchitto.
Nel 2013 viene eletto al Senato sempre nelle liste del PDL nella circoscrizione del Lazio. È componente della commissione cultura, istruzione, sport e membro della Commissione Nazionale Italiana per l'UNESCO. 
Il 16 ottobre 2013 viene nominato vicepresidente della Delegazione parlamentare italiana presso l'Assemblea del Consiglio d'Europa.
Dal 2013 al 2018 è membro della Commissione nazionale UNESCO in rappresentanza del Senato della Repubblica.
Nel 2007 Giro lanciò l'allarme sicurezza a Roma a seguito dell'omicidio di Vanessa Russo da parte di due ragazze romene nel metrò. Con un filmato video denuncia lo spaccio di cocaina a Trastevere, un fatto che ebbe particolare risonanza per opera del tg 5 che diffuse il video come notizia d’apertura nella sua edizione principale delle 20. Nel 2010 si oppose al carcere per un ventenne romano, assassino di un'infermiera romena.
Nell'ottobre 2012 pubblica il volume “La Città Chiara”, una sua autobiografia politica.
Nel 2013 realizza il
Docufilm Il fiume della libertà, film documentario per ricordare i vent'anni dalla "discesa in campo" di Silvio Berlusconi.
Il 16 novembre 2013, con la sospensione delle attività del Popolo della Libertà, aderisce a Forza Italia. Il 25 novembre 2014 diventa vicepresidente del suo gruppo parlamentare.
Il 10 giugno 2015 viene nominato responsabile settore dipartimenti di Forza Italia. Nello stesso mese, in vista del duro confronto parlamentare in Senato sulla riforma della scuola, viene designato capogruppo di FI in commissione istruzione. 
Nel 2014 è risultato fra i maggiori contributori al suo partito con erogazioni liberali per 54.600 euro.
Alle elezioni politiche del 2018 viene rieletto senatore, nelle liste di Forza Italia. Il 28 marzo 2018 viene eletto Segretario di presidenza del Senato della Repubblica. È membro della speciale Commissione per il conferimento delle Onorificenze al Valore e Merito Civile del Ministero dell’Interno. Fa parte del Gruppo di lavoro che su incarico del Presidente del Senato valuta le richieste dei cittadini che vogliano rivendicare il diritto all’oblio mediante la cosiddetta procedura di deindicizzazione di ogni menzione che li riguardasse all’interno degli atti parlamentari di sindacato ispettivo (interpellanze e interrogazioni) che non verranno così più elencati nei motori di ricerca. È componente della Rappresentanza per i rapporti con il Personale del Senato della Repubblica.
Nel dicembre 2019 è tra i 64 firmatari (di cui 41 di Forza Italia) per il referendum confermativo sul taglio dei parlamentari: pochi mesi prima i senatori berlusconiani avevano disertato l'aula in occasione della votazione sulla riforma costituzionale.
A metà gennaio 2020 prende la tessera della Lega a seguito di un duro scontro col leader dei giovani di FI Marco Bestetti sull'autorizzazione a procedere da parte del Senato nei confronti di Matteo Salvini, indagato dal tribunale dei ministri per sequestro di persona a causa del "caso Gregoretti".
Oggi è l’unico parlamentare ad avere la doppia tessera FI-Lega, essendo socio ordinario di FI e socio sostenitore del movimento di Matteo Salvini.
Conserva uno stretto rapporto politico e di amicizia personale con l’attuale coordinatore nazionale di FI Antonio Tajani e collabora con il coordinatore regionale del Lazio della Lega Claudio Durigon. 
Ad aprile 2021 pubblica il suo secondo libro su Roma, “Interesse Capitale”, un viaggio in 80 giorni nella Città, attraverso 39 racconti, che dedica “all’amico Guido Bertolaso”.
Il 15 aprile 2021 viene nominato da Maria Elisabetta Casellati presidente della Commissione d’esame per il reclutamento di 60 Coadiutori parlamentari del Senato della Repubblica.
Decide di non ricandidarsi alle elezioni politiche anticipate del 25 settembre 2022.
Nel giugno del 2024 pubblica il suo terzo libro, “Silvio Berlusconi e la città ideale”, un profilo culturale dell’impresa politica di Berlusconi, dall’idealismo di Croce e Gentile, all’umanesimo italiano ed europeo, all’esistenzialismo francese, che molta presa ebbero sulla formazione dell’imprenditore e leader politico.
Nel novembre del 2024 pubblica la sua prima silloge poetica dal titolo “Il tuo naso timone” (ed. Giuseppe Aletti), 40 poesie dove affronta fra l’altro temi di stringente attualità come l’alzheimer, il femminicidio, la donazione d’organo, l’omicidio stradale, il degrado delle periferie urbane, la mafia . Alla presentazione del volume a Roma, il 25 gennaio 2025 partecipano con letture e testimonianze molti artisti, Vanessa Gravina, Enrico Montesano, Edoardo Sylos Labini, Lino Guanciale, e diversi protagonisti del mondo della cultura e della professione, Vittorio Sgarbi, Arnaldo Colasanti, il giudice Alfonso Sabella.
Nel maggio 2025 pubblica per i tipi dell’editore Gangemi una nuova silloge dal titolo “Poesie”, dedicata a Vittorio Sgarbi. Qui spiccano i brani dedicati alle tragedie dell’Olocausto e delle Foibe e un omaggio a Vittorio Sgarbi e al tema delicatissimo della depressione.

## Vita privata
È fratello dell'ex viceministro agli Affari Esteri Mario Giro.